# Agrostis aristiglumis
Agrostis aristiglumis é uma espécie de gramínea do gênero Agrostis, pertencente à família Poaceae.